# توناهان كوزو

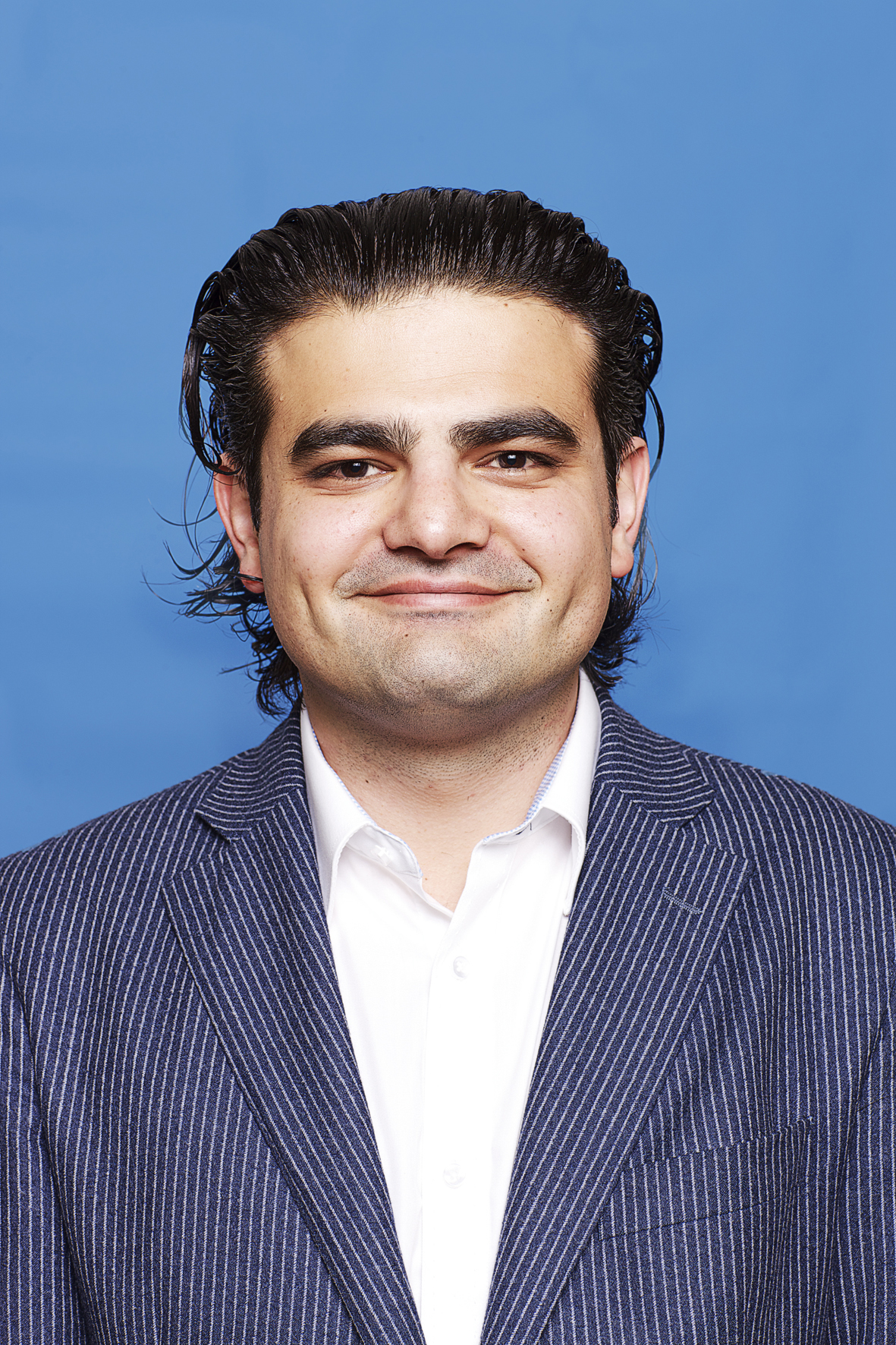
توناهان كوزو

توناهان كوزو (Tunahan Kuzu) (من مواليد 5 يونيو 1981) هو سياسي هولندي من أصل تركي. كان عضواً سابقاً في حزب العمل الهولندي (pvda). منذ 20 سبتمبر 2012، أضحى نائباً. لكن في 13 نوفمبر عام 2014، غادر الحزب رفقة السياسي سلجوق أوزتورك ليشكلا مجموعة (كوزو ـ أوزتورك)، والتي أصبح زعيماً لها في 18 نوفمبر 2014.
ترعر كوزو في مدينة ماسلاوس غرب هولندا حيث درس الإدارة العامة في جامعة إراسموس روتردام. ليعمل بعدها كمستشار لرعاية الصحية لدى شركة برايس وتر هاووس كوبرز إحدى كبرى شركات الخدمات المهنية في العالم، كما كان أيضا عضوا في المجلس البلدي الهولندي لمدينة روتردام مابين عام 2008 إلى عام 2012.
في سبتمبر 2016 جذب كوزو الاهتمام الدولي إليه، عندما رفض مصافحة رئيس وزراء إسرائيل بنيامين نتانياهو قبل لقاء له في البرلمان هولندي مشيرا إلى دبوس العلم الفلسطيني على صدره. وقد برر كوزو ذلك في بيان نشر على صفحته الرسمية على موقع التواصل الاجتماعي الفيسبوك، أوضح فيه أن تصرفه كان احتجاجا على انتهاكات حقوق الإنسان التي ارتكبت ضد المدنيين الفلسطينيين في الأراضي الفلسطينية ،.